# Tivo Alto
Tivo Alto är en ort i Mexiko.   Den ligger i kommunen Larráinzar och delstaten Chiapas, i den sydöstra delen av landet, 700 km öster om huvudstaden Mexico City. Tivo Alto ligger 1 877 meter över havet och antalet invånare är 288.
Terrängen runt Tivo Alto är varierad. Runt Tivo Alto är det ganska tätbefolkat, med 166 invånare per kvadratkilometer. Närmaste större samhälle är Bochil, 18,9 km nordväst om Tivo Alto. Omgivningarna runt Tivo Alto är en mosaik av jordbruksmark och naturlig växtlighet.